# Jean-Pierre Cabouat
Pour les articles homonymes, voir Cabouat.
Jean-Pierre Cabouat (1921-2017) est un diplomate et résistant français.

## Biographie
Né le 25 décembre 1921 et mort le 27 mai 2017, Jean Pierre Noël Cabouat est le fils de Paul Cabouat et de Juliette Steeg, elle-même fille de Théodore Steeg.
Témoin de la Débâcle et refusant l’armistice, il entre en résistance avec son cousin Jacques Dupuy. Il échoue à
embarquer à Port-Vendres . Il revient à Montpellier, puis à Nîmes, où
la maison Cabouat devient une « structure d’accueil » qui accueille les ferments du groupe nîmois Liberté.
En 1942, il intègre à Nîmes les groupes francs de Combat, auprès de Georges Chouleur.
En 1943, âgé de 21 ans, il est requis pour le service du travail obligatoire ; il décide alors de gagner l’Espagne. Arrêté, il est emprisonné à la citadelle de Perpignan. S’étant évadé, il est arrêté par la police espagnole et incarcéré à la prison de Figueiras, puis à celles de Gérone et Barcelone, où il retrouve inopinément Jacques
Dupuy. S’étant fait passer pour un portugais, il obtient un visa du consul de ce pays, d’où il demande à intégrer la France libre et s’envole pour
Londres.
Au BCRA, il entre au Bureau central de renseignements et d’action. Il rencontre sa première femme, Claire, une
Franco-Anglaise, qu’il épouse un mois après.
En décembre 1943, il est parachuté en Ardèche, avec la fonction de délégué régional militaire adjoint. Il reste à ce poste jusqu’en septembre 1944.
Après la guerre, il fait carrière dans la diplomatie et devient notamment ambassadeur de France en Libye (1975-1979) et au Canada (1984-1987). Il est aussi le président fondateur d’Un enfant par la main de 1990 à 2012.
En 1996, il devient correspondant de l'Académie de Nîmes.
Il est le père de Patrick Cabouat et sept autres enfants.

## Décorations
Officier de la Légion d'honneur
 Commandeur de l'ordre national du Mérite.